# HD 217563
HD 217563，又名BD-05 5910，SAO 146451、HR 8759，是一颗位於寶瓶座的恒星，视星等为5.94，位于銀經68.6，銀緯-55.53，其B1900.0坐标为赤經22h 56m 21.1s，赤緯-5° -55.53′ 56″。